# Powszechna Wyższa Szkoła Humanistyczna "Pomerania" w Chojnicach
Powszechna Wyższa Szkoła Humanistyczna "Pomerania" w Chojnicach, PWSH – niepubliczna uczelnia wyższa w Chojnicach.

## Historia
2 kwietnia 2004 spółka Collegium Pomerania Sp. z o.o. powołała do życia Powszechną Wyższą Szkołę Humanistyczną ”Pomerania”. Symbolem uczelni jest głowa gryfa w koronie o kolorze białym wraz z kagankiem oświaty na niebieskim tle. Dookoła jest umieszczony napis: "Powszechna Wyższa Szkoła Humanistyczna "POMERANIA" w Chojnicach".
W kolejnych latach uczelnia otrzymała uprawnienia do kształcenia na poziomie licencjackim na kierunkach: pedagogika (2004), administracja (2006), bezpieczeństwo wewnętrzne (2011), filologia angielska (2014). Od 2012 kierunek pedagogika prowadzony jest także na poziomie magisterskim.
1 czerwca 2011 utworzono Wydział Zamiejscowy w Kościerzynie. W tym samym roku wydział ten dostał uprawnienia do prowadzenia studiów licencjackich na kierunku pedagogika.
17 lipca 2014 przy uczelni powstało liceum ogólnokształcące Akademickiego Zespołu Szkół ”Pomerania”, które działa na wzór Szkoły Kadetów.
W roku 2018 utworzono Filię w Starachowicach (jednolite studia magisterskie - pedagogika przedszkolna i wczesnoszkolna, pedagogika specjalna oraz studia z zakresu administracji, bezpieczeństwa wewnętrznego i filologii angielskiej)

## Władze Uczelni

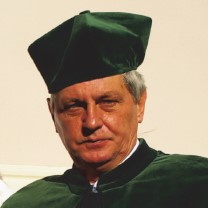
Janusz Daszkiewicz, prezes

- Prezes - dr Janusz Daszkiewicz
- Rektor - dr Magdalena Grochulska
- Dziekan - dr Marek Enerlich

### Poczet Rektorów
- dr Ireneusz Pyrzyk (2004 - 2005)
- dr Janusz Daszkiewicz (2005 - 2007)
- dr hab. Jacek Knopek (2007)
- dr Jacek Borzyszkowski (2008 - 2009)
- dr hab. Janusz Gierszewski, prof. ndzw. (od 2009)
- dr Magdalena Grochulska (2015 - nadal)

## Struktura
- Wydział Nauk Humanistycznych i Administracji
  - Katedra Administracji
  - Katedra Bezpieczeństwa Wewnętrznego
  - Katedra Pedagogiki
- Filia w Kościerzynie
- Filia w Starachowicach
- Zamiejscowe Studia Podyplomowe
- Uniwersytet Trzeciego Wieku

## Kierunki studiów
Studia licencjackie:
- administracja
- bezpieczeństwo wewnętrzne
- filologia angielska

Jednolite studia magisterskie:
- pedagogika przedszkolna i wczesnoszkolna
- pedagogika specjalna
- psychologia
  - specjalność: psychologia kliniczna
  - specjalność: psychologia społeczna

Studia II stopnia (magisterskie)
- administracja

Studia podyplomowe:
- administracja (różne specjalności)
- bezpieczeństwo wewnętrzne
- pedagogika (różne specjalności)

## Wydawnictwa
Samodzielną działalność wydawniczą PWSH ”Pomeranii” zapoczątkowało wydanie w 2008 roku periodyku naukowego w formie rocznika pod nazwą "Akta Pomerania". Zawarte w nim artykuły, rozprawy i recenzje, nawiązują tematycznie do dziedzin nauki związanych z kształceniem w PWSH. Od 2010 roku uczelnia wydaje serię jednorodnych tematycznie periodyków recenzowanych. Wydane tomy zakwalifikowane są do jednej z trzech serii: (administracja, pedagogika lub nauki o bezpieczeństwie).
W komunikacie ogłoszonym we wrześniu 2012 roku przez MNiSW w sprawie wykazu czasopism naukowych wraz z liczbą punktów przyznawanych umieszczanym w nich publikacjom, "Acta Pomerania" uzyskały 4 punkty.

## Organizacje studenckie
- Samorząd Studencki
- Koło Aktywnych Studentów Administracji
- Koło Filozofii i Edukacji
- Koło Młodych Pedagogów
- Koło Resocjalizacji